# Hupikék törpikék (képregénysorozat)
A Hupikék törpikék (franciául: Les Schtroumpfs) Peyo (Pierre Culliford) belga képregényszerző  által megalkotott apró, kék, manószerű lények, az azonos című képregény- és rajzfilmsorozatok szereplői. Egy törp magassága két és fél almányi.

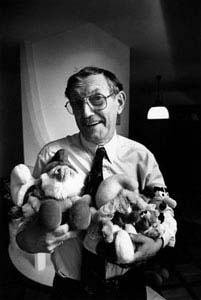
Peyo, a törpök alkotója

## Történetük
Peyo készített egy képregénysorozatot a francia–belga Spirou magazin számára „Johan & Pirlouit” (magyarul Janó és Bibice néven ismeretesek) címmel. A történet a középkori Európában játszódik, ami a bátor királyi apród, Janó és kis növésű csatlósa, Bibice (a „Hupikék Törpikék” sorozatban Vili) kalandjait követte. 1958. október 23-án indult a mese.
1958. október 23-án Peyo új szereplőket mutatott be a sorozatban. Janó és Bibice egy csodafurulyát próbálnak megszerezni a varázsló, Furfangusz segítségével. Eközben találkoznak a furulya eredeti készítőivel, a törpökkel (a történet megjelent magyarul is „Hupikék törpikék és a csodafurulya” címmel).

## Képregények
A képregénysorozat jelenleg 36 kötetből áll, amelyek közül az első 16 utániak, Peyo 1992-es halálát követően már az ő hozzájárulása nélkül jelentek meg.

### Francia kiadások
1. Les Schtroumpfs noirs – 1963
2. Le Schtroumpfissime – 1965
3. La Schtroumpfette – 1967
4. L'Œuf et les Schtroumpfs – 1967
5. Les Schtroumpfs et le Cracoucass – 1969
6. Le Cosmoschtroumpf – 1970
7. L'Apprenti Schtroumpf – 1971
8. Histoires de Schtroumpfs – 1972
9. Schtroumpf Vert et Vert Schtroumpf – 1973
10. La Soupe aux Schtroumpfs – 1976
11. Les Schtroumpfs Olympiques – 1983
12. Le Bébé Schtroumpf – 1984
13. Les P'tits Schtroumpfs – 1988
14. L'Aéroschtroumpf – 1990
15. L'Étrange Réveil du Schtroumpf Paresseux – 1991
16. Le Schtroumpf Financier – 1992

#### Peyo halála után
1. Le Schtroumpfeur de Bijoux  – 1994
2. Docteur Schtroumpf – 1996
3. Le Schtroumpf Sauvage – 1998
4. La Menace Schtroumpf  – 2000
5. On ne Schtroumpfe pas le Progrès  – 2002
6. Le Schtroumpf Reporter – 2003
7. Les Schtroumpfs Joueurs – 2005
8. Salade de Schtroumpfs – 2006
9. Un Enfant chez les Schtroumpfs – 2007
10. Les Schtroumpfs et le livre qui dit tout – 2008
11. Schtroumpfs les bains – 2009
12. La Grande Schtroumpfette – 2010
13. Les Schtroumpfs et l'Arbre d'Or – 2011
14. Les Schtroumpfs de L'Ordre – 2012
15. Les Schtroumpfs à Pilulit – 2013
16. Les Schtroumpfs et L'Amor Sorcier
17. Schtroupf Le Heroes
18. Les Schtroumps Et Le Demi-Genie
19. Les Schtroumps Et Les Haricots Mauves
20. Les Schtroumps Et Le Dragon Du Lac

### Magyarul
Magyarul először a Fabula kiadó adott ki néhány képregényt 1988-'89 között:
- Hupikék Törpikék és a csodafurulya – 1988
- A fekete törpök – 1989
- A Királytörp – 1989
- A varázstojás – 1989
- A Pilótörp – 1989
- A Törpicur – 1989

Ezután hosszú ideig nem jelentek meg képregények hazánkban. 2017-ben a Móra kiadó folytatta:
- Hókuszpók törpös kalandjai – 2017
- Törpilóta, a hős – 2018
- Karácsony a törpöknél – 2018

## A rajzfilmsorozat
1965-ben készült egy 90 perces fekete-fehér animációs film (Les Aventures des Schtroumpfs – A hupikék törpikék kalandjai). Nem volt különösebben sikeres.
1976-ban az eredeti „Janó és Bibice” sorozatot feldolgozó film készült (La Flûte à six schtroumpfs) el. (Magyarországon A kis manók furulyája címmel vetítették a mozikban.)
1980-ban indította útjára a Hanna-Barbera stúdió a közismert sorozatot. A 425 részes sorozatot többször jelölték Emmy-díjra, amit a közhiedelemmel ellentétben sosem kapott meg.
2011-ben készült az amerikai gyártású Hupikék törpikék (eredeti címén The Smurfs) film. Olyan sikeres lett, hogy 2013-ban második részt készítettek belőle.